# Venables
Venables – miejscowość i dawna gmina we Francji, w regionie Normandia, w departamencie Eure. W 2013 roku populacja gminy wynosiła 807 mieszkańców. Przez miejscowość przepływa Sekwana. 
W dniu 1 stycznia 2017 roku z połączenia trzech ówczesnych gmin – Bernières-sur-Seine, Tosny oraz Venables – utworzono nową gminę Les Trois-Lacs. Siedzibą gminy została miejscowość Venables. 